# 蔡欽
蔡欽（1445年—？），字懋鄰，浙江紹興府餘姚縣人，民籍，明朝政治人物。

## 生平
成化十九年（1483年）癸卯科浙江鄉試第四名舉人。成化二十三年（1487年）中式丁未科會試第九十四名，二甲第十九名進士。正德五年（1510年）正月由湖廣漢陽府知府升山東盐运使。

## 家族
曾祖蔡伯顏；祖父蔡叔孟；父蔡斌，母戚氏。具庆下。弟蔡鏈（貢士）。